# رالي البرتغال
رالي البرتغال (بالبرتغالية: Rali de Portugal‏) هو سباق رالي في البرتغال. أقيم لأول مرة في عام 1967، وفي عام 1973 وفي نسخته السابعة كان ضمن الموسم الافتتاحي من بطولة العالم للراليات. وظل الرالي ثابتا ضمن جولات البطولة للسنوات الـ 29 التالية. وخلال السبعينيات والثمانينيات وأوائل التسعينيات، كان مسار رالي البرتغال يرتكز على مسارات مختلطة بين الأسفلت والحصى. اما حاليا يقام على جولات حصوية.